# Denver Union Station
A Denver Union Station az Amerikai Egyesült Államok Colorado állambeli Denver fő vasútállomása és központi közlekedési csomópontja. A mai LoDo kerületben, a 17. és a Wynkoop utca sarkán található, és magában foglalja a történelmi állomásépületet, egy modern szabadtéri vasúti csarnokot, egy 22 kocsiállásos földalatti buszpályaudvart és egy light rail állomást. 1881. június 1-jén nyitották meg először a helyén az állomást, de 1894-ben leégett. A jelenlegi építményt két szakaszban emelték, a kibővített központi rész 1914-ben készült el.
2012-ben az állomás jelentős felújításon esett át, amelynek során egy új, tranzitorientált, vegyes felhasználású fejlesztés központi elemévé vált, amely a helyszín egykori vasúti pályaudvarán épült. 2014 nyarán a történelmi állomásépület újra megnyitotta kapuit, ahol a 112 szobás Crawford Hotel, éttermek és kiskereskedők kaptak helyet.